# Формат Ц

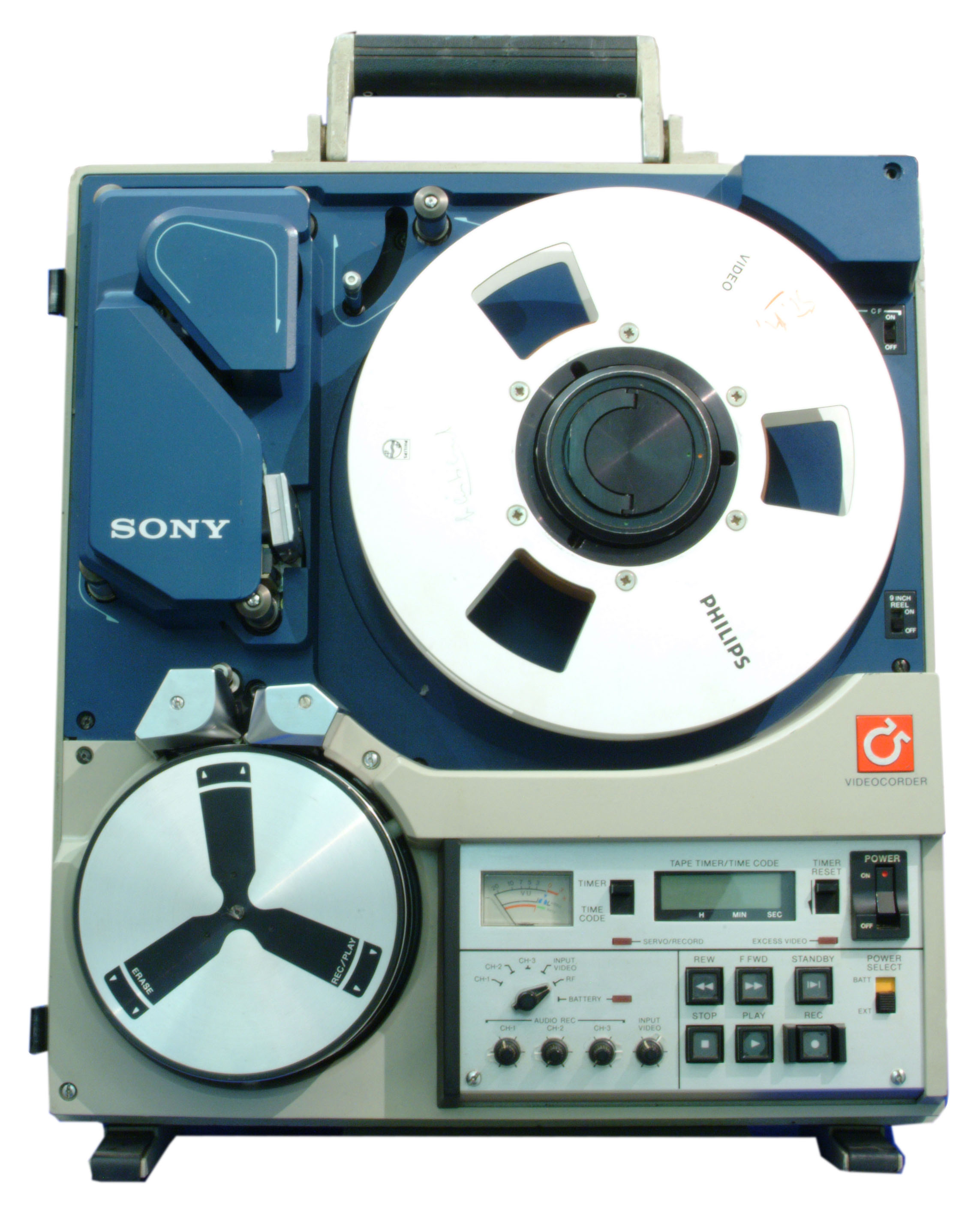
Портативный видеомагнитофон Sony формата «Ц»

Форма́т Ц (англ. Type C videotape, «дюймовый формат») — несегментированный формат наклонно-строчной видеозаписи, разработанный SMPTE для записи композитного телевизионного видеосигнала вещательного качества и использующий магнитную ленту шириной в один дюйм.

## Техническое описание
Кинематическая схема видеомагнитофонов формата «Ц» была построена с α-образной петлей магнитной ленты, охватывающей барабан видеоголовок по спирали. Способ записи видеосигнала в этом формате называется 1-головочным, что означает запись полного телевизионного кадра 1 вращающейся головкой за оборот. Из-за того, что в формате «Ц» часть кадрового гасящего импульса (длительностью 10,5 строк) записывается отдельной вращающейся головкой, иногда его классифицируют, как «полутораголовочный». Кроме головок записи/воспроизведения видеосигнала и синхроимпульса, на барабане располагаются стирающие головки, позволяющие осуществлять видеомонтаж с кадровой точностью. Каждая дорожка видеозаписи, наклонённая к краю магнитной ленты под углом 2,56°, занимала в длину 411,5 мм, обеспечивая высокую скорость магнитных головок относительно плёнки 21,39 метров в секунду. Скорость магнитной ленты в лентопротяжном механизме составляла 23,98 сантиметров в секунду. 
В видеомагнитофонах формата «Ц» магнитная лента хранилась на бобинах. Однако, по сравнению с катушечными предшественниками двухдюймового формата Q, формат «Ц» позволял создавать портативные аппараты, пригодные для внестудийной работы без каких-либо ограничений и необходимости специального транспорта. В СССР для использования на телевидении был разработан видеомагнитофон «Кадр-103СЦ», совместимый с импортными аналогами формата «Ц». Кроме того, формат «Ц» впервые позволял осуществлять полноценный электронный монтаж и воспроизведение со скоростью, отличной от скорости записи, а также стоп-кадр. 
Ещё одним видеомагнитофоном этого формата, выпускавшимся в СССР была специализированная модель «Кадр-303»  для военно-морского флота для записи радиолокационных сигналов .
Кроме изображения и звука, в формате «Ц» предусмотрена запись временного кода SMPTE для синхронизации видеозаписей с нескольких видеомагнитофонов и звука.